# Proprietærgård
En Proprietærgård er en større gård; som en større gård regnede man tidligere en gård på mellem 12 og 20 tønder hartkorn. De fleste gårde lå i nærheden af købstæder, ikke mindst ved København og i Nordøstsjælland, og de fleste stammer fra anden halvdel af 1700-tallet og begyndelsen af 1800-tallet, den florissante periode og den engelske kornhandelsperiode.

## Baggrund
Proprietærgårdene var en særlig type af landsteder, der som regel blev skabt ved sammenlægning af 2-3 bondegårde eller ved tilkøb af jord af folk uden for bondestanden. Som regel var der tale om købstadsborgere, ofte købmænd som under den florissante periode (og senere under den engelske kornhandelsperiode) tjente gode penge på skibsfart og oversøisk handel og ønskede at bruge en del af deres optjente formue på investering i lystgårde.

## Økonomi
Tankegangen bag proprietærgårdene var, at de skulle være selvfinansierende, idet landbrugsdriften i princippet skulle betale omkostninger ved deres opretholdelse, men i praksis var sådanne ejendomme langt mere omkostningstunge end almindelige ejendomme og ofte havde et løbende driftsunderskud. Det var der flere årsager til:
1. For det første blev gårdene købt til en relativt høj pris, ofte højere end samme gårde ellers blev handlet til.
2. For det andet var der især i begyndelsen normalt store omkostninger, fordi borgeren ønskede sig et større og bedre stuehus end det, som gården hidtil havde haft. Det betød udgifter til nedrivning og nyopførelse eller ombygning af den eksisterende hovedbygning.[4]
3. For det tredje savnede proprietæren som regel selv forudsætninger for at drive en landbrugsbedrift og havde derfor løbende ekstra omkostninger til ansatte, der måtte forestå det daglige arbejde (fx avlskarl, røgter, plovkører).[4]
4. For det fjerde indebar gårdenes prestigestilling, at der var ekstraudgifter til særlige køreheste, kusk, gartner, mejerske og lignende.[4]

Omvendt betød proprietærgårdene mulighed for nye arbejdspladser for den omgivende landbefolkning.
Med hensyn til selve driften blev proprietærgårdene ofte drevet efter andre principper end de omgivende landbrug, fordi proprietærerne lod sig inspirere af andre. Gregers Begtrup nævner i 1803, at fx kartoffelavl blev almindeligere i Nordøstsjælland og nævner som andre forhold dyrkning af roer og kålrabi, indhegning, dræning, dyrkning af foderafgrøder, beplantning med piletræer og frugttræer, havevæsen, bedre kvæg samt bedre agerdyrkningsredskaber som eksempler på, hvor disse ejendomme kunne tjene til inspiration for omgivende landbrug.

## Gårdenes udvikling og udseende
Proprietærgårdenes hovedbygninger skulle ligne de egentlige landsteder. De gamle udbygninger og stuehuset i bindingsværk blev erstattet af moderne, grundmurede bygninger. De nye gårde bestod af tre- eller firelængede anlæg med et stort stuehus, som kunne være bygget sammen med de øvrige længer.
Særlig vægt lagde man på at give stuehuset et herskabeligt udseende. Både størrelsen og den ydre og indre stil havde betydning. Det nye stuehus var både længere, bredere og højere end det gamle bindingsværkshus og havde typisk en symmetrisk facade. Et karakteristisk træk var de såkaldte frontispicer – en slags kviste, hvor facadens midterparti blev ført op i første sals højde. Den blev afsluttet med en trekant eller bue. Hovedindgangen havde ofte en trappe foran. Hensigten var at skaffe mere plads og – ikke mindst – at give bygningen et herregårdslignende præg. Omgivelserne måtte gerne se, at der her boede en velhavende landbruger.
I midten af den store gårdsplads var der ofte et træ, et springvand eller en græsplæne med flagstang. I tilknytning til gården blev der typisk anlagt en allé og en parklignende have.

## Udbredelse og beliggenhed
Som eksempler på sådanne ejendomme nævner Gregers Begtrup i 1803 Lundegård og Rygård i Gentofte Sogn og Farumgård, Nærumgård, Holtegård, og Aldershvile samt andre landbrugsejendomme i de daværende Københavns, Hørsholm, Frederiksborg og Kronborg Amter. Antallet var voksende op igennem 1800-tallet: i det daværende Hørsholm Amt fandtes i 1825 9 gårde på over 10 tønder hartkorn, i 1850 20 gårde og i 1875 23 gårde.